# Псари-Вітовські
Псари-Вітовські (пол. Psary Witowskie) — село в Польщі, у гміні Вольбуж Пйотрковського повіту Лодзинського воєводства.
Населення — 118 осіб (2011).
У 1975-1998 роках село належало до Пйотрковського воєводства.

## Демографія
Демографічна структура станом на 31 березня 2011 року:
|          | Загалом | Допрацездатний вік | Працездатний вік | Постпрацездатний вік |
| -------- | ------- | ------------------ | ---------------- | -------------------- |
| Чоловіки | 59      | 19                 | 33               | 7                    |
| Жінки    | 59      | 13                 | 29               | 17                   |
| Разом    | 118     | 32                 | 62               | 24                   |